# Adriana Adam
Adriana Adam, bis 2023 Adriana Ailincăi (* 11. April 1999 in Văleni, Kreis Vaslui), ist eine rumänische Ruderin, die bis 2024 eine olympische Goldmedaille, zwei Goldmedaillen bei Weltmeisterschaften und vier Goldmedaillen bei Europameisterschaften erruderte.

## Sportliche Karriere
Die 1,85 Meter große Adriana Adam rudert für CSM Calarasi.
Ailincăi belegte bei den Junioren-Weltmeisterschaften 2016 den siebten Platz mit dem Doppelvierer. Im Jahr darauf siegte sie zusammen mit Maria Tivodariu im Zweier ohne Steuerfrau bei den Junioren-Weltmeisterschaften 2017. 2018 gewannen die beiden im Achter die Goldmedaille bei den Europameisterschaften in der Erwachsenenklasse. Bei den Weltmeisterschaften 2018 erreichte der rumänische Achter den fünften Platz. Bei den Europameisterschaften 2019 in Luzern traten Maria Tivodariu und Adriana Ailincăi im Zweier an und erkämpften die Silbermedaille hinter den Spanierinnen. Drei Monate später bei den Weltmeisterschaften in Ottensheim ruderten beide im Achter und verpassten mit dem sechsten Platz die vorzeitige Olympiaqualifikation. Während der COVID-19-Pandemie fanden im Oktober 2020 Europameisterschaften in Posen statt. Adriana Ailincăi und Iuliana Buhuș gewannen den Titel im Zweier vor den Spanierinnen. Im April 2021 folgten bereits die Europameisterschaften 2021 in Varese. Der britische Zweier siegte vor den Rumäninnen und den Spanierinnen. Bei den Olympischen Spielen in Tokio waren im Zweier ohne Steuerfrau dreizehn Boote am Start. Die beiden Rumäninnen erreichten das B-Finale und wurden in der Gesamtwertung Neunte.
2022 verpasste Ailincăi die Europameisterschaften in München. Bei den Weltmeisterschaften in Račice u Štětí gewann sie mit dem rumänischen Achter den Weltmeistertitel. 2023 bei den Europameisterschaften in Bled erruderte Adriana Adam den Titel im Achter. Drei Monate später bei den Weltmeisterschaften in Belgrad siegte der rumänische Achter vor den Ruderinnen aus den Vereinigten Staaten. Der Vierer erkämpfte Silber hinter den Niederländerinnen. 2024 gewann der rumänische Achter bei den Europameisterschaften in Szeged vor den Britinnen. Drei Monate später bei den Olympischen Spielen in Paris verpasste der Vierer ohne Steuerfrau mit Adriana Adam, Maria Lehaci, Maria-Magdalena Rusu und Amalia Bereș als Vierter die Bronzemedaille um eine halbe Sekunde. Im Achterwettbewerb führten die Rumäninnen vom Start bis ins Ziel und siegten vor den Kanadierinnen und dem britischen Achter.